# Útvar pro odhalování organizovaného zločinu
Útvar pro odhalování organizovaného zločinu (ÚOOZ) či Útvar pro odhalování organizovaného zločinu služby kriminální policie a vyšetřování (ÚOOZ SKPV), známý též jako protimafiánský útvar, byl útvar Policie České republiky s celorepublikovou působností, který se zabýval vyhledáváním, dokumentováním a vyšetřováním organizované trestné činnosti, tedy bojem proti organizovanému zločinu v České republice.

## Činnost
ÚOOZ sídlil v Praze, kde se také nacházely specializované odbory, které se zabývaly konkrétními druhy organizovaného zločinu.
Útvar měl také po republice rozmístěna detašovaná (odloučená) pracoviště, kterým příslušela vyšetřování organizované trestné činnosti v jejich místních obvodech. Tyto expozitury ÚOOZ se nacházely v Českých Budějovicích, Plzni, Teplicích, Hradci Králové, Brně, Ostravě a od roku 2014 také v Holešově. ÚOOZ byl rozpuštěn 1. srpna 2016 sloučením s Útvarem odhalování korupce a finanční kriminality (ÚOKFK) do Národní centrály proti organizovanému zločinu (NCOZ).

## Historie
Útvar pro odhalování organizovaného zločinu byl zřízen k 1. lednu 1995 sloučením výkonných odborů Ústředny kriminální policie, které se zabývaly organizovaným zločinem. Byl součástí Služby kriminální policie, v rámci samotného ÚOOZ působila i Národní protidrogová centrála, která se osamostatnila k 15. lednu 2001. Souběžně s ÚOOZ působil od roku 1995 specializovaný odbor Úřadu vyšetřování pro ČR, jehož činností bylo vyšetřování organizovaných trestních činností. Po zrušení Úřadu vyšetřování pro ČR byla působnost tohoto odboru přenesena na ÚOOZ, který se v té době, od 1. ledna 2002, stal pracovištěm Služby kriminální policie a vyšetřování.
V roce 2016 byl ÚOOZ (o 474 zaměstnancích) sloučen s ÚOKFK (o 412 zaměstnancích) v jeden celek (NCOZ s více než 900 zaměstnanci). Dosavadní šéf ÚOOZ Robert Šlachta po oznámení této zamýšlené reorganizace v červnu 2016 rezignoval a z Policie České republiky odešel. Dočasný ředitel Milan Komárek se od 1. srpna 2016 stal náměstkem nového útvaru NCOZ.
Reorganizací PČR se zabývala i sněmovní vyšetřovací komise. Podle jejích závěrů se však neprokázalo, že by cílem reorganizace bylo odstranit ředitele ÚOOZ Roberta Šlachtu nebo zabránit vyšetřování některých kauz.

## Struktura
V čele tohoto útvaru stál ředitel:
- plk. Jan Kubice (leden 1995 – prosinec 2007)[6]
- plk. Mgr. Robert Šlachta (leden 2008 – červen 2016)[7][8]
- dočasný ředitel plk. Mgr. Bc. Milan Komárek (červenec 2016)[9]

Ředitel spadal pod náměstka policejního prezidenta pro SKPV.